# 19 Brygada Zmechanizowana (Bundeswehra)
19 Brygada Zmechanizowana (19 Brygada Grenadierów Pancernych) (niem. Panzergrenadierbrigade 19) – zmechanizowany związek taktyczny Bundeswehry.
W okresie zimnej wojny Brygada wchodziła w skład 7 Dywizji Pancernej i przewidziana była do działań w pasie Północnej Grupy Armii.

## Struktura organizacyjna
| Organizacja PzGrenBrig 19 w 1989 | Organizacja PzGrenBrig 19 w 1989    | Organizacja PzGrenBrig 19 w 1989 |
| Godło                            | Pododdział                          | Miejsce stacjonowania            |
| -------------------------------- | ----------------------------------- | -------------------------------- |
|                                  | dowództwo brygady                   | Ahlen-Oestrich                   |
|                                  | 191 batalion grenadierów pancernych | Ahlen-Oestrich                   |
|                                  | 192 batalion grenadierów pancernych | Ahlen-Oestrich                   |
|                                  | 193 batalion grenadierów pancernych | Münster-Handorf                  |
|                                  | 194 batalion pancerny               | Münster-Handorf                  |
|                                  | 195 batalion artylerii              | Münster-Handorf                  |